# Cradley, Herefordshire
Cradley är en by i Cradley and Storridge, Herefordshire, England. Byn är belägen 24 km från Hereford. Orten har 273 invånare (2011). Byn nämndes i Domedagsboken (Domesday Book) år 1086, och kallades då Credelaie.